# Armistizio di Cormons
L'armistizio di Cormòns del 12 agosto 1866 stabilì la fine delle ostilità tra il Regno d'Italia e l'Impero austriaco nel corso della terza guerra di indipendenza e portò, il 3 ottobre dello stesso anno, alla pace di Vienna.

## Storia

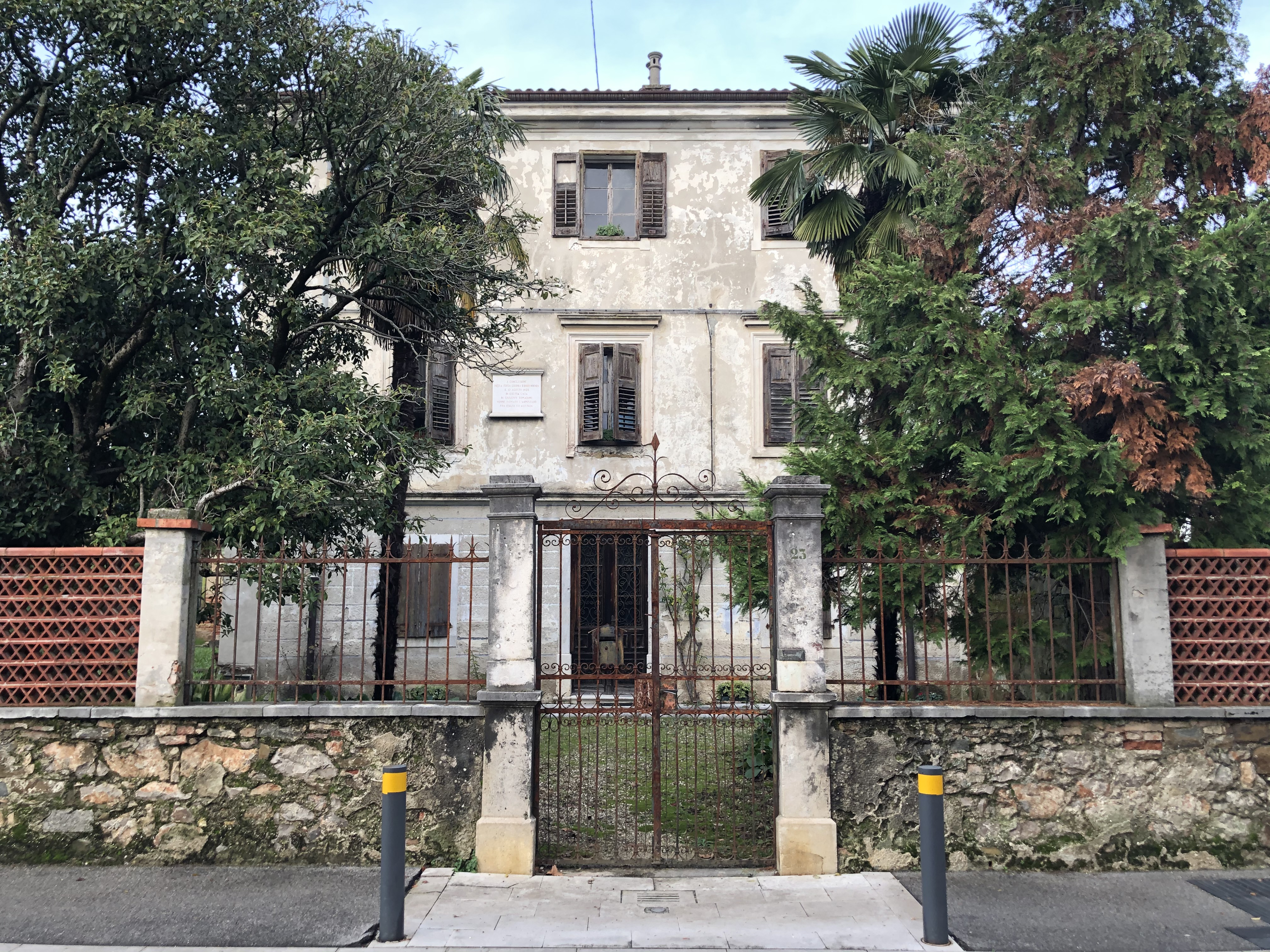
Cormons, Villa Tomadoni

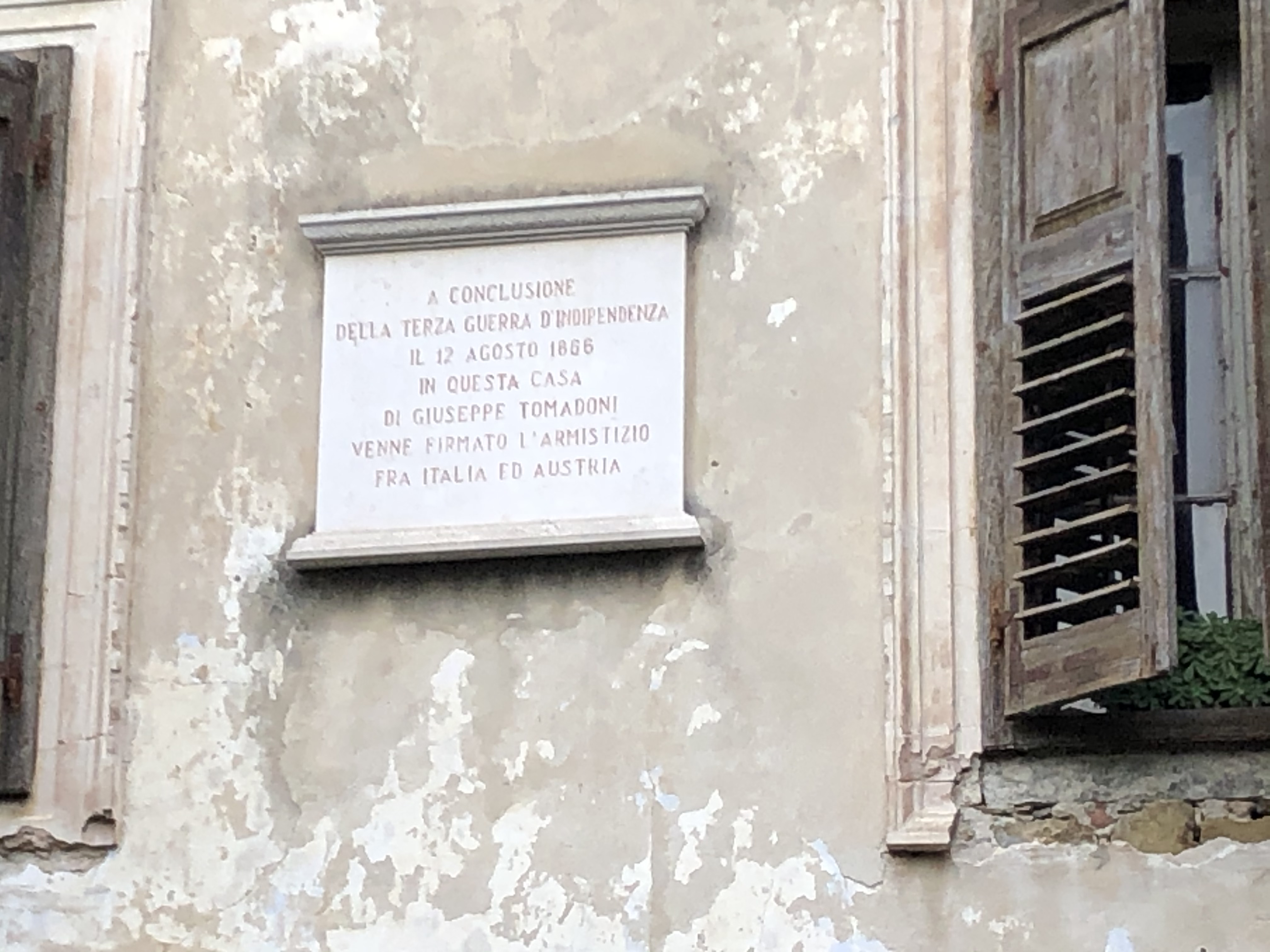
Cormons, Villa Tomadoni - Lapide in ricordo dell'armistizio

La Prussia, alleata dell'Italia nella guerra contro l'Impero austriaco e vittoriosa a Sadowa, concluse il 26 luglio l'armistizio di Nikolsburg, che non prevedeva alcuna clausola a favore dell'Italia. In quel momento l'iniziativa militare si stava volgendo a favore degli italiani con la vittoria di Giuseppe Garibaldi a Bezzecca del 21 luglio e del generale Giacomo Medici a Primolano (Valsugana) il 22 luglio. Nel frattempo il generale Enrico Cialdini aveva liberato Padova, mentre il generale Raffaele Cadorna era arrivato fino a Gradisca. Per mare la grave sconfitta a Lissa aveva annullato tutti gli effetti positivi delle vittorie, che del resto non erano riuscite a cancellare il ricordo della sconfitta di Custoza.
L'Italia, oltretutto con una opinione pubblica totalmente sfiduciata, non era in grado di continuare le operazioni militari da sola e si vide pertanto costretta all'armistizio. In preparazione di esso il generale Alfonso La Marmora, a nome del re, inviò a Garibaldi l'ordine di sgomberare il Trentino, che in quanto territorio direttamente dipendente dall'Impero austriaco, non poteva essere ceduto senza minare gravemente il prestigio dell'impero. Il generale rispose per via telegrafica con il celebre Obbedisco (9 agosto).
Le trattative presero inizio il 5 agosto a Cormons, presso l'abitazione del podestà conte Camillo della Torre, ora Villa Tomadoni. Il 12 agosto 1866 tra l'Italia (rappresentata dal generale conte Agostino Petitti Bagliani di Roreto) e l'Austria (rappresentata dal generale barone Karl Möring) fu firmato a Cormons (Gorizia) l'armistizio che pose fine a una delle pagine più controverse del Risorgimento italiano (Terza guerra d'indipendenza italiana - disfatta di Custoza). Nel frattempo Prussia e Austria arrivarono alla firma del Trattato di Praga (23 agosto), che lasciava in sospeso il problema con l'Italia; quest'ultimo verrà risolto solo il 3 ottobre dello stesso anno dalla Pace di Vienna, che sancirà ufficialmente la pace e il passaggio del Veneto dall'Austria all'Italia (tramite la Francia).
L'armistizio congelava la situazione militare in atto, con gli italiani fino alle porte di Gradisca, ma con gli austriaci ancora saldamente arroccati nel quadrilatero e in altre fortezze. L'annessione del Veneto e del Friuli era rinviata nel tempo e avverrà solo dopo la pace di Vienna.

## Testo dell'armistizio
Cormons, addì 12 agosto 1866.

Conchiusa fra i commissarii militari del Regio Esercito Italiano e il I.R. Esercito austriaco al giorno d'oggi.

In seguito all'effettuato sgombro del Tirolo meridionale e di alcuni luoghi della contea di Gorizia per parte delle truppe italiane i due commissari stabiliscono quanto segue salva la superiore ratificazione:

1° L'armistizio comincerà col giorno 13 agosto alle ore 12 meridiane e durerà quattro settimane, vale a dire, fino al 9 settembre. Le ostilità non potranno ricominciare che mediante un preavviso di giorni 10. In difetto di preavviso l'armistizio s'intenderà prolungato.

2° I limiti dei territori occupati dalle truppe saranno per la durata dell'armistizio i seguenti, cioè:
- per le truppe austriache:

a) L'attuale confine Lombardo-Veneto dal lago di Garda al Po.

b) Il Po fino a un chilometro al di sotto d'Ostiglia e di una linea retta fino a 7 chilometri e mezzo, al di sotto di Legnago sull'Adige presso Villa Bartolomea.

c) Il prolungamento della detta linea fino alla Fratta, la sponda destra di questo corso d'acqua sino a Pavarano, di là una linea che per Lobia va al confluente del Chiampo nell'Alpone: indi la sponda destra di quest'ultimo fino alla cima Tre Croci al confine politico.

d) Il confine politico dallo sbocco del fiume Aussa in Porto Buso fino presso Villa, indi un perimetro di 7 chilometri e mezzo intorno alle opere esterne di Palmanova, il quale cominciando a Villa, e passando tra Gonars e Morsano termina a Percoto Torre, la sponda sinistra del torrente Torre fino a Tarcento, e di là per Prato Magnano a Salt fra Osoppo e Gemona. Al Tagliamento, la sponda sinistra del Tagliamento sino al piede del Monte Cretci, e il dorso dei monti che separano le valli di San Pietro e di Gorto fino al Monte Coglians sul confine politico.

e) Intorno al forte Malghera un perimetro di 7 chilometri e mezzo. Il Governo italiano è in facoltà di valersi della parte della ferrovia da Padova a Treviso compresa in tale perimetro.

f) Lo stesso perimetro di 7 chilometri e mezzo intorno alle altre opere di fortificazioni esterne di Venezia. Nelle località alle quali non si estendono uno di questi perimetri, la laguna, e se esistono canali esterni in prossimità di questi, la sponda interna dei canali stessi. Il forte di Cavanella d'Adige non sarà occupato né dall'una né dall'altra truppa.
- per le truppe italiane:

g) I limiti di tutte le parti del Veneto che non sono occupate dalle truppe austriache.
3° L'approvvigionamento di Venezia sarà libero.

4° L'accesso ne' territori riservati alle truppe austriache è interdetto alle truppe regie e ai volontari italiani. Egualmente alle truppe imperiali e ai volontari austriaci è interdetto l'accesso ne' territori riservati alle truppe italiane. È però fatta facoltà agli ufficiali di un esercito di attraversare per ragioni di servizio il territorio riservato all'altro, mediante scambievole accompagnamento.

5° Si farà il reciproco scambio dei prigionieri; l'Italia li consegnerà in Peschiera e l'Austria in Udine.

6° Gli impiegati italiani che si trovano nei territori occupati dalle I.R. truppe non saranno molestati, e non lo saranno reciprocamente gl'impiegati militari austriaci in ritiro, che si trovano nei territori occupati dalle truppe italiane.

7° È ammesso il ritorno degli internati d'ambo le parti: però non potranno entrare nelle fortezze occupate dalle truppe del Governo dal quale furono internati. 

Cormons, addì 12 agosto 1866

in casa del Podestà Signor Maggiore Conte Thurn.

CARLO MOERING Generale Maggiore, A. PETITTI Generale